# ماهر الزبيدي
ماهر الزبيدي (قتل في 3 أكتوبر 2008 في الأعظمية ، بغداد ، العراق) معروف أيضا بأبو أسد أو أبو رامي وهو قائد ميداني لتنظيم القاعدة في العراق . يُعتقد أن الزوبيدي كان وراء التفجيرات التي استهدفت العاصمة العراقية بغداد والتي أودت بمقتل 16 وذلك في أكتوبر 2008 . كما ظهر أيضا في فيديو يقتل أربعة دبلوماسيين روس في يونيو 2006.

## مقتله
قامت القوات الأمريكية  في 3 أكتوبر 2008 ، بمحاصرة منزله في ضاحية المعظمية وقامت يإطلاق النار عليه وزوجته ما تسبب بمقتلهما معاً.